# District de Katsuta
Le district de Katsuta (勝田郡, Katsuta-gun) est un district de la préfecture d'Okayama, au Japon.

## Géographie

### Démographie
Au 1er février 2015, la population du district de Katsuta était de 16 957 habitants répartis sur une superficie de 123,57 km2 (densité de population de 137 hab./km2).

## Communes du district
- Shōō
- Nagi